# 古伊昂泰尔努瓦
古伊昂泰尔努瓦（法語：Gouy-en-Ternois）是法国北部-加来海峡大区加来海峡省的一个市镇，属于阿拉斯区欧比尼昂纳图瓦县。该市镇2009年时的人口为133人。

## 人口
古伊昂泰尔努瓦人口变化图示
| 数据来源：INSEE |